# Neil Alexander
Neil Alexander (Edinburgh, 1978. március 10. –) skót labdarúgó, aki jelenleg a Rangersben játszik kapusként.